# Daniel Dhers
Daniel Eduardo Dhers Arellano (né le 25 mars 1985 à Caracas) est un coureur cycliste vénézuelien. Spécialiste du BMX freestyle, il est médaillé d'argent de la discipline aux Jeux olympiques d'été de 2020.

## Palmarès en BMX

### Jeux olympiques
- Tokyo 2020
  -  Médaillé d'argent du BMX freestyle Park

### X Games
- Los Angeles 2006
  -  Médaillé de bronze du BMX freestyle Park
- Los Angeles 2007
  -  Médaillé d'or du BMX freestyle Park
- Los Angeles 2008
  -  Médaillé d'or du BMX freestyle Park
- Los Angeles 2010
  -  Médaillé d'or du BMX freestyle Park
- Los Angeles 2011
  -  Médaillé d'or du BMX freestyle Park
- Munich 2013
  -  Médaillé d'or du BMX freestyle Park

### Coupe du monde
- Coupe du monde de BMX freestyle Park
  - 2016 : 2e du classement général
  - 2017 : 1er du classement général
  - 2018 : 2e du classement général

### Jeux panaméricains
- Lima 2019
  -  Médaillé d'or du BMX freestyle Park

### Jeux sud-américains
- Asuncion 2022
  -  Médaillé d'argent du BMX freestyle

### Championnats panaméricains
- Cary 2019
  -  Médaillé de bronze du BMX freestyle Park
- Asuncion 2023
  -  Champion panaméricain du BMX freestyle Park

## Après-carrière
Il annonce après les Jeux olympiques d'été de 2024 se retirer de la compétition. Il dévient aussi l'entraîneur de l'équipe de Chine de BMX freestyle.